# Leptokaryá
Leptokaryáe (grec moderne : Λεπτοκαρυά) est une ville du district régional de Piérie, en Macédoine-Centrale (Grèce).
Il s'agissait du siège de l'ancien dème d'Olympe oriental, englobée depuis 2011 dans le dème de Díon-Ólympos.
Situé à 26 kilomètres de Kateríni, le village possède une population de 4 225 habitants en 2011.

## Situation géographique
Leptokaryáe se situe au large de la mer Égée, au pied du mont Olympe.